# 엘비라 마디간 (1943년 영화)
《엘비라 마디간》(Elvira Madigan)은 스웨덴에서 제작된 Åke Ohberg 감독의 1943년 영화이다. 에바 헤닝 등이 주연으로 출연하였다.

## 출연

### 주연
- 에바 헤닝

### 조연
- 줄런 킨달
- 스벤트 린돔
- Artur Cederborgh

## 기타
- 미술: Max Linder
- 의상: Rita Rylander